# Mokha
Mokha (àrab: المخا, al-Muẖā) és una ciutat del Iemen a la costa de la mar Roja, governació de Taiz a la vora del uadi Mawza. Té una platja de les poques sense esculls de la mar Roja. La seva població s'estimava el 2000 en 40.000 habitants.

## Història
Els autors clàssics l'esmenten com Muza. Apareix en Plini el Vell, en el Periplus de la mar Eritrea, i en Claudi Ptolemeu.
El primer diu que a 30 dies després de sortir de Berenice hi havia Okelis (o Ocelis) i Cane (Bir Ali) al país de l'encens, i un tercer port anomenat Muza que els navegants que van a l'Índia no utilitzaven, i que era freqüentat per comerciants d'encens i perfums àrabs; a l'interior hi havia una vila anomenada Saphar, capital del país, i una altra de nom Save.
L'autor anònim del Periple esmenta 11 vegades Muza, 8 Kane (Cane o Cana o Kana = Bir Ali) i 7 vegades Adulis a la costa africana; descriu la situació del port i diu que a tres dies cap a l'interior hi havia Saue (Sawa, moderna al-Sawda), capital de la província de Mapharitis (avui Ma'afir; a les inscripcions sud-aràbigues Sharabi-al-Sawa), que la rodeja i on resideix el governador (tirà) Cholaibos (que seria el Kulayb Yuhamin de la inscripció de Sharabi-al-Sawa); nou dies cap endins hi havia Saphar (la capital himyarita Zafar), residència de Charibael (Karib-il Watar Yuhanim I), el legítim rei de les dues nacions dels homerites (himiarites) i dels sabeus, amic dels emperadors mercès a diverses ambaixades i regals; l'anònim dona una llista de productes que arribaven al port, com (dins el grup de productes de luxe) vestits porpres o brodats, teixits, safrà, ungüents, monedes i (en el grup de coses més quotidianes) vestits sense ornamentació, vi i cereals; algunes coses estaven reservades per als sobirans, com cavalls, orfebreria i argentaria; les coses que s'exportaven eren la mirra i l'alabastre; així el governador del port exercia d'intermediari comercial entre el rei himiarita i l'imperi.
I Ptolemeu (VI.7.7) qualifica Muza d'empori; com que la seva font fou segurament Marí de Tir les seves notícies serien de fet d'abans l'any 100, un segle enrere. Per tant, no hi ha notícies del segle ii.
Tampoc és esmentat per cap font clàssica o epigràfica al segle iii. Podria haver perdut el caràcter de centre comercial que havia tingut, ja que aquest segle els etíops van ocupar la plana costanera de la Tihama i van fer servir la regió de Maafir (entre al-Mukha i al-Sawda) com a base per a les seves campanyes militars contra Zafar, de les quals una inscripció fa esment. Al final del segle iii els etíops foren rebutjats de la Tihama.
Una inscripció del segle iv esmenta una ambaixada enviada a Abissínia-Axum per Karib-il Watar Yuhanim, rei de Saba, Dhu-Raydan, Hadramaut i Yamanat, que en tornar va desembarcar a la costa a l'alçada de Makhwan (Mukhawan). Es pensa que aquesta Makhwan seria la moderna Mokha. A l'interior, a uns 20 km, hi havia una població de nom Mawza, i Makhwan estaria a la costa a la desembocadura del uadi Mawza. Del text no hi ha cap indicació que Makhwan tingués importància comercial o activitat portuària i sembla més aviat un moll per al tràfic amb Àfrica.
Encara que al segle v no s'esmenta devia continuar, perquè Makhwan torna a aparèixer a l'inici del segle vi com un port i lloc fortificat amb una església cristiana, fet que voldria dir que hi havia cristians, locals o més probablement emigrants axumites; el cristianisme era la religió d'Axum mentre el rei d'Himyar, Yusuf Asar, era jueu. Devia considerar el port una amenaça en cas de conflicte perquè hi va fer una expedició militar que consta en tres inscripcions, datades del 523, de la regió de Bir Hima, al nord de Nadjran. En síntesi diuen que el rei va enviar soldats a Ash'aran (que podria ser Wahija, a uns quilòmetres al sud de Mokha), i a les fortaleses de Shamir, Rakban, Rima i Mukhawan (Makhwân); els soldats himyarites van destruir l'església, van matar, saquejar i massacrar els abissinis, en total uns 300, i els farasanites (habitants de les illes Farasan); hi ha una referència al fet que "els seus germans i clients yazanites estaven al costat del rei a Mukhawan (Makhwan) contra Abissínia".
No se sap si el port fou abandonat després d'això. Se suposa que va passar als perses sassànides, que sota Wahriz el van dominar vers l'any 590 i l'haurien conservat fins a la conquesta musulmana vers el 629 o el 630.

## Període islàmic
Al segle x havia perdut tota importància i al-Hamdani no l'esmenta al capítol sobre viles de la Tihama. Al-Mukaddasi a la mateixa època l'esmenta com una població dependent de Zabid, coneguda per l'oli de sèsam i que tenia una font a l'exterior de la ciutat que servia de boca d'aigua; la vila tenia llavors una gran mesquita prop del riu. Gairebé no n'hi ha cap menció fins al segle xvi.
El 1507 fou visitat pel cos expedicionari de l'emir Husayn Mushrif al-Kurdi, governador de Jedda, enviat pel soldà mameluc Kansawh al-Ghawri en ajut de Mahmud Shah I Begra Gudjarati, soldà de Gujarat, en lluita contra els portuguesos. Barros l'esmenta una sola vegada. Després de l'atac d'Albuquerque a Aden 1513 i la conquesta otomana d'Egipte el 1517, va agafar importància. Els turcs baixaven per la mar Roja, el port d'Aden va recular en el seu comerç mentre Mokha agafava el seu lloc progressivament. Durant tot el segle fou destí de vaixells procedents de l'Índia. S'exportava cafè, mirra, encens, vori, nacre, or i altres productes, i s'importaven metalls com el ferro, acer i plom, canons i tèxtils.
El 1604-1605 el general otomà Sinan Pasha fou nomenat governador del Iemen i va residir a Mokha, on va fer diverses construccions i on va morir. En aquest segle els anglesos i holandesos van aparèixer a la zona. John Jourdain i William Revett diuen que el 1609 els seus edificis eren ruïnosos per manca de manteniment. El 1609 hi havia una guarnició otomana de 40 soldats. El 1610 sir Henry Middleton va arribar al lloc i hi va ser empresonat a Mokha, però es va escapar i va prendre revenja bloquejant el port; finalment va fer el comerç per força i es va apoderar dels vaixells del Gujarat ancorats al port. John Saris, amb permís de la Porta per comerciar, se li va unir.
El 1616 va visitar el port l'holandès Peter Van der Broecke i va establir un comerç profitós. El 1618 hi va estar Andrew Skilling que fou ben rebut; Baffin hi va dibuixar algunes de les seves cartes marítimes. El comerç amb l'Índia britànica (Surat) començava a ser actiu però es va desorganitzar per la guerra de la independència del Iemen contra els otomans. El 1620 hi va estar el francès Beaulieu; en aquest mateix any Mokha s'hi va presentar l'imam zaidita al-Muàyyad Muhàmmad ibn al-Qàssim però els otomans el van rebutjar mercès als canons i armes de focs dels vaixells otomans. El 1621 els holandesos van atacar alguns vaixells que venien de l'Índia i en revenja els otomans van fer presoners a alguns comerciants i es van apoderar de la factoria de la Companyia Holandesa de les Índies Orientals. El cap de la factoria. Willem de Milde va morir a la presó; en endavant els holandesos només van comerciar des de les seves naus i s'aprovisionaven a Assab. El 1630 el governador Ahmad Kansuh Pasha va recórrer la costa de la Tihama i després d'un fracàs a Taizz va signar una treva amb l'imam (agost de 1630); els otomans tancats a Zabid van tenir greus disputes internes (1631-1634); el 1634 Kansuh Pasha va trencar la treva pactada quatre anys abans i va atacar per mar Jizan i Aden, però fou derrotat i el 1635 al-Hasan, germà de l'imam, es va apoderar de Zabid. Els otomans es van retirar a Mokha però gran part de les tropes van desertar. Finalment a mitjan octubre, Kansuh va capitular i l'imam va concedir als otomans el dret de sortir del país amb seguretat (1636) abandonant Mokha i Kamaran. La fortalesa de Mokha, fortificada per Aydini Muhammad Pasha, fou el darrer punt de domini otomà al Iemen continental. L'imam hi va nomenar un "dola" que va governar en endavant la ciutat en el seu nom.
Els holandesos van atacar Mokha el 1659/1660. El 1660 els anglesos van començar a comerciar amb cafè; no ho havien fet abans però era un dels productes principals. Un gran carregament de cafè fou portat a Holanda el 1663. El 1661 la reina, mare de Bijapur, va anar des de Vergula (al nord de Goa) fins a la Meca en peregrinació, en una nau holandesa; el vaixell va passar per Mokha i no fou autoritzat a seguir el viatge fins que tots els vaixells musulmans van estar disposats per la sortida. Els holandesos es van dirigir llavors a l'imam al-Muttawakkil ala ilah Ismail ibn al-Kasim. També els francesos, amb Colbert, van comerciar a Mokha i altres punts. Després de la conquesta d'Hadramaut, els zaydites van entrar en conflicte amb Oman, un poder marítim naixent, que el 1669 van fer una incursió contra Aden i Mokha; en aquesta època governava el port al-Hasan ibn al-Mutahhar al-Djarmuzi un escriptor important.
El 1685/1696 l'imam al-Nasir Muhammad conegut com a Sahib al-Mawakib, va enviar a Ibrahim Pasha a Zayla, ciutat a la costa africana que el 1630 havia estat posada sota dependència del governador de Mokha; s'hi van construir una mesquita, unes muralles i un gran port i es van agafar esclaus que foren enviats al port de Mokha.
La factoria neerlandesa, diverses vegades tancada i reoberta, fou altre cop reoberta el 1708 amb dret a exportar 600 barrils de cafè per any sense drets de duana. El cafè havia estat començat a cultivar a l'illa de Java. El 1709 i el 1713 la Companyia Francesa de Saint-Malo va enviar dos vaixells armats a Mokha i es va concloure un tractat comercial pel qual s'obria una factoria; els francesos van comprar plantes de cafè per plantar a l'illa Reunion. El 1716 va pujar al tron l'imam al-Mansur bi-llah que va enviar igualment un "dola" a governar Mokha. Els béns que venien els francesos no foren pagats directament sinó compensats amb franquícia dels drets de duana i això va molestar als francesos que van bombardejar el port el 1737. Encara que el cafè adquirit fou venut a França al doble del preu, el profit era insuficient i es va aturar el comerç progressivament. Durant aquest segle també hi va haver una factoria danesa i el 1720 s'esmenten vaixells de la Companyia d'Oostende. El 1755 Mokha fou visitada per un agent de la Companyia Sueca de les Índies Orientals per informar de les possibilitats de comerç. Els francesos van desaparèixer després del 1756. El 1763 hi arribava cada dos anys un vaixells de la Companyia Britànica de les Índies Orientals per carregar cafè. Els neerlandesos en canvi havien deixat de comerciar a Mokha o bé ho feien rarament. Les taxes només eren del 10% i els europeus a més només pagaven el 3% i tenien drets d'emmagatzemar el producte a factories i encara rebien una prima si s'emportaven un vaixell gran ple. Consta que en aquest temps s'havia establert a Mokha una incipient indústria del vidre.
El 1801 Sir Home Popham va intentar reviure el comerç. Llavors hi havia tres minarets, una mesquita principal, diverses kubbes, el palau del dola i un gran serrall (construït pels otomans). La ciutat però estava ja en accelerada decadència. Els jueus fabricaven licor de dàtils i vi de palmera que venien als europeus; però el comerç del cafè havia disminuït molt. Al mateix temps el port d'Aden començava a ressorgir i també agafava importància el d'al-Hudayda. Entre 1824 i 1884 la població de Mokha va passar de 20.000 habitants a 1.500.
El 1832 Muhammad Agha àlies Turkçe Bilmez ("El que no parla turc"), oficial de les forces de Muhàmmad Ali d'Hijaz, fou incitat pel sultà otomà a revoltar-se contra el khediv d'Egipte que ara dominava el Iemen. Va bombardejar Mokha i la va ocupar com també va fer amb al-Hudayda i Zabid. Llavors Mokha fou bloquejada per forces egípcies, Sharif ibn Ali, xerif d'Abu Arish es va apoderar de Mokha des de terra amb ajut de l'Emirat d'Asir. L'any següent el comandant egipci Ibrahim Paixà d'Egipte va forçar l'entrega de Mokha i Muhammad Agha va haver de fugir. Però el 1840 els egipcis, pels acords imposats per les Potències, es van retirar i el 1841 el port fou reocupat per l'imam al-Mansur Ali. Més tard, altre cop amb ajut d'Asir, Mokha fou ocupada pel xerif Husayn en nom de la Porta però que havia de pagar un tribut de 70.000 riyals per any a Egipte. L'imam al-Mutawakkil Muhammad ibn Yahya va reconquerir Mokha, Bayt al-Fakih i Zabid però el 1849 els otomans en van agafar altre cop el control que van conservar fins al 1918 quan, al final de la I Guerra Mundial, els turcs es van retirar i va tornar a l'imamat del Iemen.
Després de la II Guerra Mundial, Mokha era un kada (districte) de la província de Taizz, subdividit en dos nahiyes (subdistrictes): al-Mukha i al-Makbara. Llavors la ciutat s'estenia 750 metres per 400 i tenia al sud la llacuna de Khor Ambaya, fora de les muralles. Moltes cases de pedra estaven en ruïnes i abandonades, algunes afectades per terratrèmols. La població rondava els mil habitants incloent alguns jueus. L'aigua arribava des de Musa, a 40 km, per un aqüeducte. El 1970 tenia una població estimada de 25.000 habitants.